# Nostradamus (album)
Nostradamus je prvním koncepčním albem britské heavymetalové skupiny Judas Priest. Vypráví příběh o světoznámém proroku Nostradamovi a je rozloženo na 2CD. Jedná se o album, které je díky své výpravné povaze a zdaleka netypicky znějícímu metalovému soundu velice kontroverzní mezi fanoušky kapely.
Objektivně se ovšem dá říct, že se jedná o nejpropracovanější album Judas Priest. Kapela uskutečnila mamutí turné na podporu desky se speciální show koncem roku 2009. Jedná se také o poslední studiové album, na kterém vystupuje kytarista K. K. Downing.
Bývalý zpěvák Judas Priest Tim "Ripper" Owens se domnívá, že album Jugulator je lepší než album Nostradamus.

## Seznam skladeb
Vše napsali a zaranžovali Rob Halford, K. K. Downing a Glenn Tipton.

### CD 1
| Pořadí         | Název                              | Délka |
| -------------- | ---------------------------------- | ----- |
| 1.             | Dawn of Creation (Úsvit stvoření)  | 2:31  |
| 2.             | Prophecy (Proroctví)               | 5:27  |
| 3.             | Awakening (Probuzení)              | 0:53  |
| 4.             | Revelations (Odhalení)             | 7:05  |
| 5.             | The Four Horsemen (Čtyři jezdci    | 1:35  |
| 6.             | War (Válka)                        | 5:04  |
| 7.             | Sands of Time (Písky času          | 2:37  |
| 8.             | Pestilence and Plague (Mor a mor ) | 5:09  |
| 9.             | Death (Smrt)                       | 7:34  |
| 10.            | Peace (Mír)                        | 2:22  |
| 11.            | Conquest (Dobytí)                  | 4:42  |
| 12.            | Last Love (Ztracená láska)         | 4:28  |
| 13.            | Persecution (Pronásledování)       | 6:34  |
| Celková délka: | Celková délka:                     | 56:03 |

### CD 2
| Pořadí         | Název                                    | Délka |
| -------------- | ---------------------------------------- | ----- |
| 1.             | Solitude (Samota)                        | 1:23  |
| 2.             | Exiled (Vyhoštěný)                       | 6:33  |
| 3.             | Alone (Sama)                             | 7:50  |
| 4.             | Shadows in the Flame (Stíny v plameni)   | 1:10  |
| 5.             | Visions (Vize)                           | 5:24  |
| 6.             | Hope (Naděje)                            | 2:10  |
| 7.             | New Beginnings (Nové začátky)            | 4:57  |
| 8.             | Calm Before the Storm (Klid před bouří ) | 2:05  |
| 9.             | Nostradamus (Nostradamus)                | 6:43  |
| 10.            | Future of Mankind (Budoucnost lidstva )  | 8:30  |
| Celková délka: | Celková délka:                           | 46:45 |

## Sestava

### Judas Priest
- Rob Halford – zpěv
- K.K. Downing – kytara, syntezátor, produkce
- Glenn Tipton – kytara, syntezátor, produkce
- Ian Hill – basová kytara
- Scott Travis – bicí

### Hosté
- Don Airey – klávesy

### Artwork
- Mark Wilkinson